# جيم مكورت
جيم مكورت (بالإنجليزية: Jim McCourt) (مواليد 24 يناير 1944) هو ملاكم آيرلندي، مثّل بلاده في الألعاب الأولمبية الصيفية في دورتي 1964 و1968.

## روابط خارجية
- جيم مكورت على موقع أوليمبيديا (الإنجليزية)
- جيم مكورت على موقع اتحاد ألعاب الكومنولث (مؤرشف) (الإنجليزية)